# Ambrósio de Milão
Aurélio Ambrósio (em latim: Aurelius Ambrosius; c. 340 – Mediolano, 4 de abril de 397), mais conhecido como Santo Ambrósio, foi um arcebispo de Mediolano (moderna Milão) que se tornou um dos mais influentes membros do clero no século IV. Foi prefeito consular da Ligúria e Emília, cuja capital era Mediolano, antes de tornar-se bispo da cidade por aclamação popular em 374. Ambrósio era um fervoroso adversário do arianismo.
Tradicionalmente atribui-se a Ambrósio a promoção do canto antifonal, um estilo no qual um lado do coro responde de forma alternada ao canto do outro, e também a composição do Veni redemptor gentium, um hino natalino, Deus creator omnium e diversos hinos litúrgicos.
Ambrósio é um dos quatro doutores da Igreja originais e é notável por sua influência sobre o pensamento de Santo Agostinho.

## Biografia

### Primeiros anos
Ambrósio nasceu numa família romana cristã por volta de 340 e foi criado em Augusta dos Tréveros (moderna Tréveris, Alemanha), a capital da Gália Bélgica. Seu pai também se chamava Aurélio Ambrósio, o prefeito pretoriano da Gália; sua mãe é descrita como sendo inteligente e piedosa. Os irmãos de Ambrósio, Sátiro (que foi o tema de sua De excessu fratris Satyri) e Marcelina, são também venerados como santos. Conta a lenda que, quando criança, um enxame de abelhas pousou no seu rosto enquanto dormia no berço e deixou para trás uma gota de mel. Seu pai considerou o fato um sinal de sua futura eloquência, sua "língua de mel". É por conta desta tradição que abelhas e colmeias geralmente aparecem junto ao santo na arte cristã.
Depois da morte prematura de seu pai, Ambrósio seguiu-o na profissão. Foi educado em Roma, estudando literatura, direito e retórica. O prefeito pretoriano da Itália, Sexto Cláudio Petrônio Probo, primeiro deu-lhe uma posição em seu conselho e, por volta de 372, fê-lo prefeito consular (o governador) da Ligúria e Emília, cuja capital era Mediolano.
Ele permaneceu na função até 374, quando foi aclamado bispo da cidade. Ambrósio era muito popular e, como havia sido governador da principal cidade do ocidente romano, estava sempre junto da corte do imperador romano Valentiniano I. Ambrósio jamais se casou.

### Bispo de Mediolano
No fim do século IV, havia uma profunda divisão entre os fieis na diocese de Mediolano, colocando de um lado os católicos (como eram chamados todos os cristãos na época) e os arianos. Em 374, o bispo Auxêncio de Milão, um ariano, morreu e seus partidários rapidamente tentaram eleger um sucessor. Ambrósio correu para a igreja onde a eleição seria realizada com o objetivo de evitar um escândalo, o que era provável. Seu discurso foi interrompido por um grito de "Ambrósio, bispo!", acompanhado logo por toda a assembleia.
Ambrósio era conhecido por ser católico, mas era também tolerável para os arianos por conta da forma caridosa com que ele tratava os temas teológicos envolvidos na disputa. A princípio, ele recusou energicamente o cargo, pois ele não estava de forma alguma preparado: ele não era nem batizado e nem estudara teologia. Ao ser nomeado, Ambrósio fugiu para a casa de um colega tentando se esconder. Ao receber um carta do imperador Graciano elogiando a conveniência de Roma nomear indivíduos evidentemente merecedores de funções sagradas, o partido de Ambrósio o entregou. No espaço de uma semana, foi batizado, ordenado e consagrado bispo de Mediolano.
Como bispo, Ambrósio imediatamente adotou um estilo de vida asceta, dedicando seu dinheiro para os pobres, doando todas suas terras - apenas uma parte foi reservada para Marcelina (que tornar-se-ia freira), sua irmã- e entregou sua família aos cuidados de Sátiro. Foi nesta época que Ambrósio escreveu "A Bondade da Morte".

### Arianismo
Ambrósio estudou teologia com Simpliciano, um presbítero de Roma. Fazendo bom uso de seu excelente conhecimento do grego, o que era raro no ocidente, estudou o Antigo Testamento e autores gregos como Fílon, Orígenes, Atanásio e Basílio de Cesareia, com quem também passou a se corresponder. Ele aplicou este conhecimento como pregador, concentrando-se especialmente na exegese do Antigo Testamento, e suas habilidades retóricas impressionaram Agostinho de Hipona, ainda um pagão na época, que até então fazia pouco dos pregadores cristãos.
No confronto com os arianos, Ambrósio buscou refutar teologicamente suas proposições, que eram contrárias ao Credo de Niceia, a ortodoxia oficial. Os arianos apelaram a muitos líderes e membros do clero em altos postos tanto no ocidente quanto no oriente para se proteger. Embora o imperador ocidental, Graciano, fosse um ortodoxo, o jovem Valentiniano II, que se tornou seu colega, aderiu ao credo ariano. No oriente, Teodósio I era também um niceno, mas havia arianos espalhados por todo o seu império, especialmente no alto clero.
Neste conflitivo ambiente religioso, dois dos principais bispos arianos, Paládio de Raciária (Ratiaria) e Segundiano de Singiduno (moderna Belgrado, na Sérvia), confiantes no poder de seus partidários, convenceram Graciano a convocar um concílio ecumênico. O pedido pareceu-lhe tão justo que foi atendido sem hesitação. Porém, Ambrósio, temendo as consequências, convenceu-o a convocar um concílio apenas com os bispos ocidentais para decidir a questão. O Concílio de Aquileia (381) reuniu trinta e dois bispos, que elegeram Ambrósio presidente e convocaram Paládio para defender suas posições, o que ele se recusou a fazer. Uma votação decidiu então que ele e seu companheiro Segundiano seriam depostos.
Mesmo assim, o crescente poderio ariano mostrou-se uma tarefa formidável para Ambrósio. Em 385 ou 386, o imperador e sua mãe, Justina, juntamente com um considerável contingente do clero e dos poderes seculares (especialmente militares), professavam o arianismo abertamente. Eles exigiam que duas igrejas em Mediolano, uma na cidade (a Basílica dos Apóstolos) e outra nos subúrbios (São Vítor), fossem entregues aos arianos. Ambrósio obviamente se recusou e foi chamado a se explicar perante um concílio. Ele foi e sua eloquência em defesa da Igreja teria supostamente impressionado tanto os ministros de Valentiniano que ele conseguiu sair de lá sem ter que entregar as igrejas. No dia seguinte, enquanto realizava a liturgia das horas na basílica, o prefeito urbano da cidade o interrompeu para tentar convencê-lo a ceder pelo menos a basílica pórcia aos arianos. Como ele ainda assim se recusou, alguns oficiais da corte foram enviados para lá para tomá-la à força, o que foi sinalizado pelo hasteamento do brasão imperial para prepará-la para a chegada do imperador e da mãe para o festival da Páscoa.
Apesar da oposição imperial, Ambrósio declarou na ocasião:
| “ | Se você quiser a minha pessoa, estou pronto para me entregar: leve-me para a prisão ou para a morte, não resistirei; mas jamais trairei a Igreja de Cristo. Não clamarei ao povo que me socorra; morrerei ao pé do altar antes de desertá-lo. O tumulto entre o povo não encorajarei, mas apenas Deus será capaz de apaziguá-lo. | ” |
|   | — Ambrósio de Milão. |   |

### Judaísmo
Um discurso de Ambrósio aos jovens cristãos alertou-os sobre os perigos do casamento com judeus. 
Porém, sua oposição aos judeus assumiu um caráter muito mais ativo em 388, quando o imperador Teodósio I foi informado de que uma multidão de cristãos havia retaliado a comunidade judaica local destruindo a sinagoga de Callinicum, no Eufrates .  A sinagoga provavelmente existia dentro da cidade fortificada para servir os soldados ali estacionados, e Teodósio ordenou que os infratores fossem punidos e que a sinagoga fosse reconstruída às custas do bispo. Ambrósio escreveu ao imperador argumentando contra isso, baseando seu argumento em duas afirmações: primeiro, se o bispo obedecesse à ordem, seria uma traição à sua fé,   e segundo, se o bispo se recusasse a obedecer a ordem, ele se tornaria um mártir e criaria um escândalo que envergonharia o imperador. 
Ambrósio, referindo-se a um incidente anterior onde Magnus Maximus emitiu um édito censurando os cristãos em Roma por incendiar uma sinagoga judaica, alertou Teodósio que o povo, por sua vez, exclamou "o imperador se tornou judeu", o que implica que Teodósio receberia o mesma falta de apoio do povo. Teodósio rescindiu a ordem relativa ao bispo. 
Isso não foi suficiente para Ambrósio, entretanto, e quando Teodósio visitou Milão novamente, Ambrósio o confrontou diretamente na tentativa de fazê-lo desistir do caso inteiro. McLynn argumenta que Ambrósio não conseguiu conquistar a simpatia do imperador e foi excluído de seus conselhos depois disso.   O caso Callinicum não foi um incidente isolado. 
De modo geral, porém, embora McLynn diga que isso faz Ambrósio parecer intolerante e um fanático aos olhos modernos, os estudiosos também concordam que as atitudes de Ambrósio em relação aos judeus não podem ser resumidas de maneira justa em uma frase, já que nem todas as atitudes de Ambrósio em relação aos judeus eram negativas. 
Por exemplo, Ambrósio faz uso extensivo e apreciativo das obras de um judeu, Fílon de Alexandria , em seus próprios escritos, tratando Fílon como um dos "fiéis intérpretes das Escrituras".  Fílon era um erudito e um escritor prolífico durante a era do Judaísmo do Segundo Templo. Quarenta e três de seus tratados foram preservados, e estes por cristãos, e não por judeus.  Fílon tornou-se fundamental na formação da visão literária cristã nos seis dias da criação por meio do Hexaemeron de Basílio. Eusébio, os Padres Capadócios e Dídimo, o Cego, também se apropriaram de material de Fílon, mas nenhum o fez mais do que Ambrósio. Como resultado destas extensas referências, Fílon foi aceito na tradição cristã como um Padre honorário da Igreja. “Na verdade, uma catena bizantina até se refere a ele como 'Bispo Fílon'. Esta grande consideração por Fílon levou até a uma série de lendas sobre sua conversão ao cristianismo, embora esta afirmação se baseie em evidências muito duvidosas”.  Ambrósio também usou Flávio Josefo, Macabeus e outras fontes judaicas para seus escritos. Ele elogia alguns judeus individualmente.  Ambrósio tendia a escrever negativamente sobre todos os não-nicenos, como se estivessem todos em uma categoria. Isso serviu a um propósito retórico em seus escritos e deve ser considerado adequadamente.

### Relações imperiais

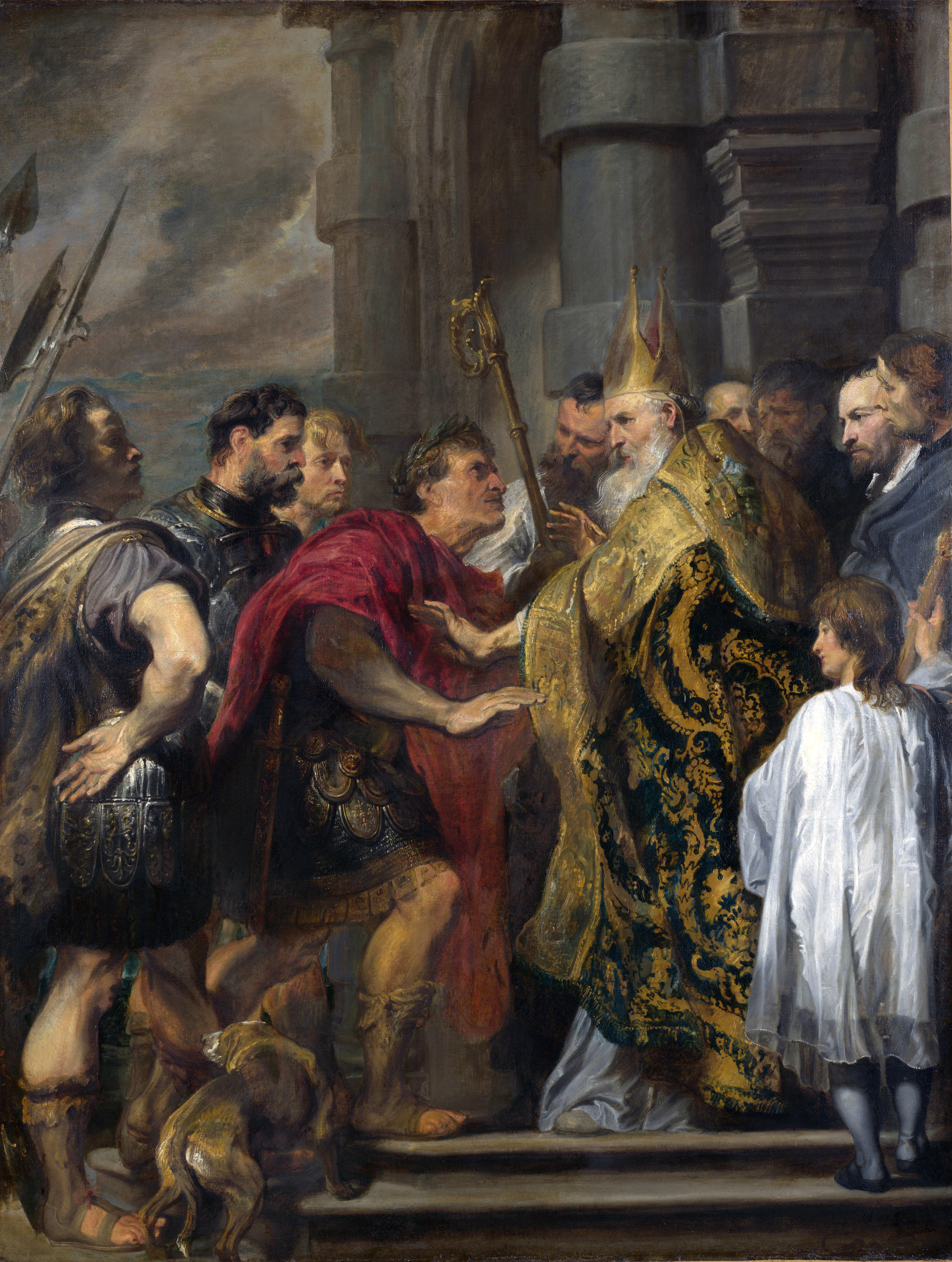
Ambrósio proíbe o imperador Teodósio I de entrar na igreja Por van Dyck, c.1619-1620, National Gallery

Apesar de descontente com os princípios religiosos de Ambrósio, a corte e o imperador logo pediram a ajuda de Ambrósio. Quando Magno Máximo usurpou o trono na Gália e pensava invadir a Itália, Valentiniano enviou Ambrósio para dissuadi-lo. A embaixada teve sucesso e Magno recuou.
Uma segunda embaixada teve menos sucesso, a Itália foi invadida e Milão, tomada. Justina e o filho fugiram, mas Ambrósio permaneceu firme em seu posto de bispo da cidade, mandando derreter a prataria de sua igreja para diminuir o sofrimento da população da cidade.
Em 385, Ambrósio, apoiado pela população, recusou-se a atender um pedido de Valentiniano II para entregar a Basílica Pórcia para que fosse utilizada pelas tropas arianas. No ano seguinte, Justina e Valentiniano receberam o bispo ariano Auxêncio de Durostoro (moderna Silistra, na Bulgária), e Ambrósio novamente recebeu ordens de entregar uma igreja em Milão aos arianos. Ambrósio e sua congregação se entrincheiraram na igreja preparando-se para o pior e a ordem acabou sendo revogada.
Teodósio I foi excomungado por Ambrósio pelo massacre de 7 000 pessoas, em Tessalônica (390) depois que do assassinato de um governador romano pela população. Ambrósio admoestou Teodósio afirmando que ele deveria imitar David em sua penitência na mesma medida que o imitou em sua culpa - Ambrósio readmitiu o imperador apenas depois de diversos meses de penitência.
Ambrósio também forçou Teodósio a não reembolsar a comunidade judaica da Mesopotâmia depois que uma sinagoga foi destruída por uma horda cristã. Estes incidentes demonstram a força do bispo na porção ocidental do império, mesmo quando enfrentava um imperador poderoso - a controvérsia de João Crisóstomo com um imperador muito mais fraco uns anos depois em Constantinopla terminou numa fragorosa derrota do bispo.
Em 392, depois da morte de Valentiniano II e da aclamação de Eugênio, Ambrósio foi obrigado a suplicar com Teodósio, que no final derrotou o usurpador, pela vida dos que o haviam apoiado.

#### Perseguição ao paganismo
Sob a influência de Ambrósio, os imperadores Graciano, Valentiniano II e Teodósio I passaram a perseguir o paganismo. Foi também pela influência dele que Teodósio emitiu os 391 "decretos de Teodósio" que, com intensidade cada vez maior, foram tornando ilegais as práticas pagãs, culminando na remoção do altar da Vitória do Senado Romano por ordem de Graciano.

### Morte e legado

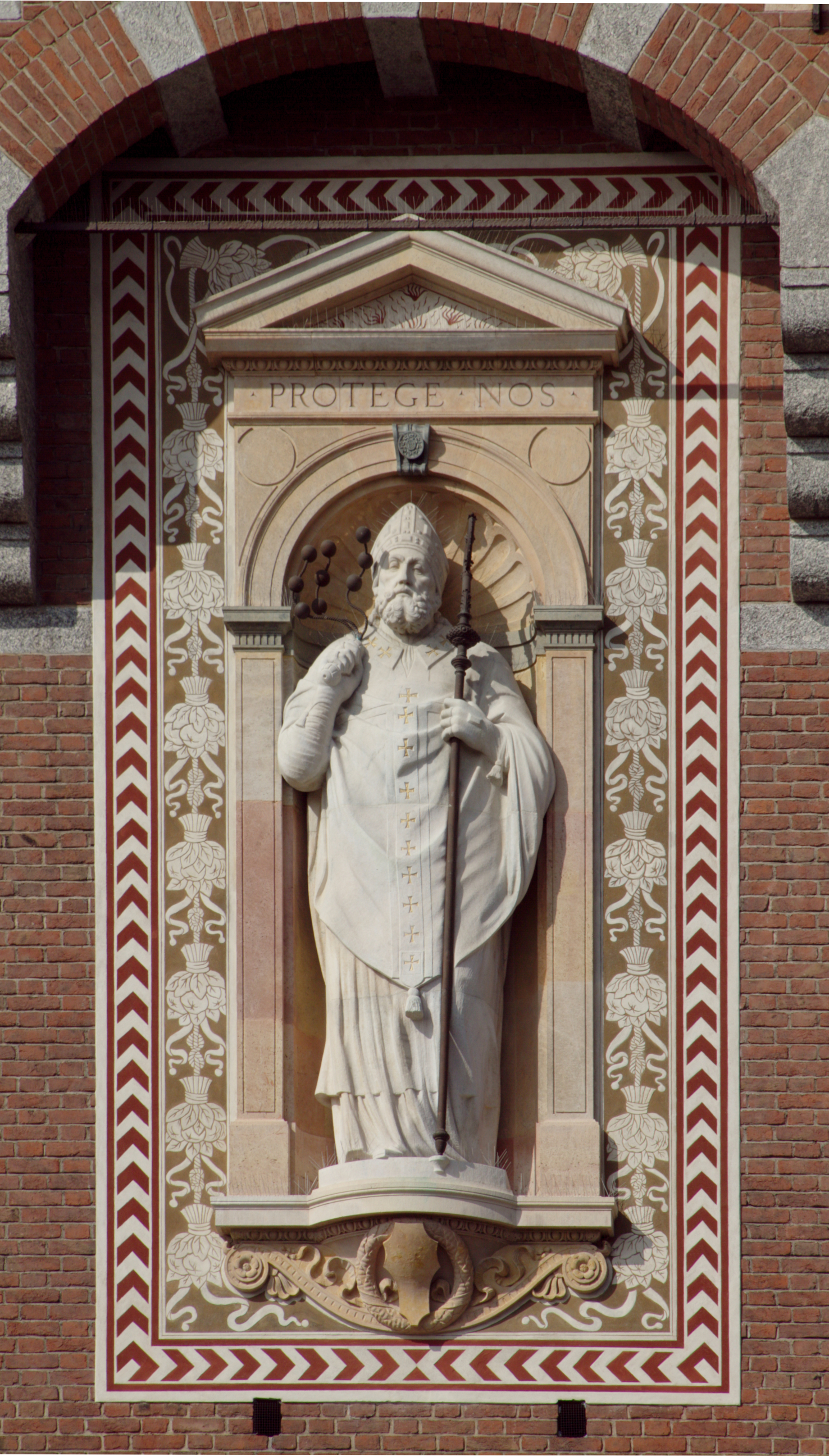
Saint Ambrose.Castelo Sforzesco, Milão

Logo depois de tornar-se o imperador incontestável de todo o Império Romano, Teodósio morreu em Mediolano em 395 e, dois anos depois, em 4 de abril de 397, morreu também Ambrósio. Foi sucedido por Simpliciano. O corpo de Ambrósio ainda hoje pode ser visto na Basílica de Santo Ambrósio em Milão, onde ele tem sido continuamente venerado desde então. Estão ali também os corpos, segundo tradição da época de Ambrósio, dos mártires Gervásio e Protásio.

## Teologia
Ambrósio é um dos Doutores da Igreja latinos juntamente com Santo Agostinho, São Jerônimo e São Gregório, o Grande. A intensa consciência episcopal de Ambrósio ampliou a crescente doutrina da Igreja e seu ministério sacerdotal ao mesmo tempo que o prevalente ascetismo da época, em consonância com o treinamento ciceroniano e estoico que recebeu em sua infância, permitiu que Ambrósio promulgasse um alto padrão para a ética cristã. Desta verve nasceram De officiis ministrorum, De viduis, De virginitate e De paenitentia.
Ele demonstrava um tipo de flexibilidade litúrgica que tinha em mente que a liturgia era uma ferramenta para servir ao povo em sua adoração a Deus e não deveria tornar-se uma entidade rígida e invariável onde aparecesse. Seu conselho para Agostinho de Hipona sobre este tema era que seguisse o costume litúrgico local. "Quando estou em Roma, jejuo aos sábados; quando estou em Mediolano, não. Siga o costume da igreja onde está.". Desta forma, Ambrósio recusou-se a ser tragado para um falso conflito sobre qual seria a forma litúrgica "correta" quando na verdade nada havia a ser discutido. Este conselho entrou para a língua portuguesa na forma do dito "Em Roma, faça como os romanos".

### Mariologia
A poderosa mariologia de Ambrósio influenciou os papas da época como Dâmaso e Sirício e, posteriormente, Leão Magno. Central para Ambrósio era a virgindade de Maria e o papel dela como mãe de Deus:
- "O nascimento virginal é digno de Deus. Que nascimento humano poderia ser mais digno de Deus que aquele no qual o imaculado filho de Deus manteve a pureza de sua origem imaculada ao se tornar humano?".[34]
- "Nós confessamos que Cristo, nosso Senhor, nasceu de uma virgem e, portanto, rejeitamos a ordem natural das coisas. Pois não foi através de um homem que ela concebeu, mas através do Espírito Santo".[35]
- "Cristo não está divido, é um. Se o adoramos como o Filho de Deus, não negamos seu nascimento através da virgem. Mas ninguém deve ampliar este entendimento a Maria. Maria era o templo de  Deus, mas não Deus no templo. Portanto, apenas Aquele que estava no templo deve ser adorado.".[36]
- "Sim, verdadeiramente abençoada por ter superado o sacerdote (Zacarias). Enquanto ele negou, a Virgem retificou o erro. Não admira que o Senhor, desejando resgatar o mundo, tenha começado sua obra com Maria. Assim, ela, através da qual a salvação estava sendo preparada para todos os povos, tenha sido a primeira a receber o prometido fruto da salvação.[37]

Ambrósio via a virgindade como superior ao matrimônio e via Maria como um modelo de virgindade.

### Obras

Divi Ambrosii Episcopi Mediolanensis Omnia Opera, 1527

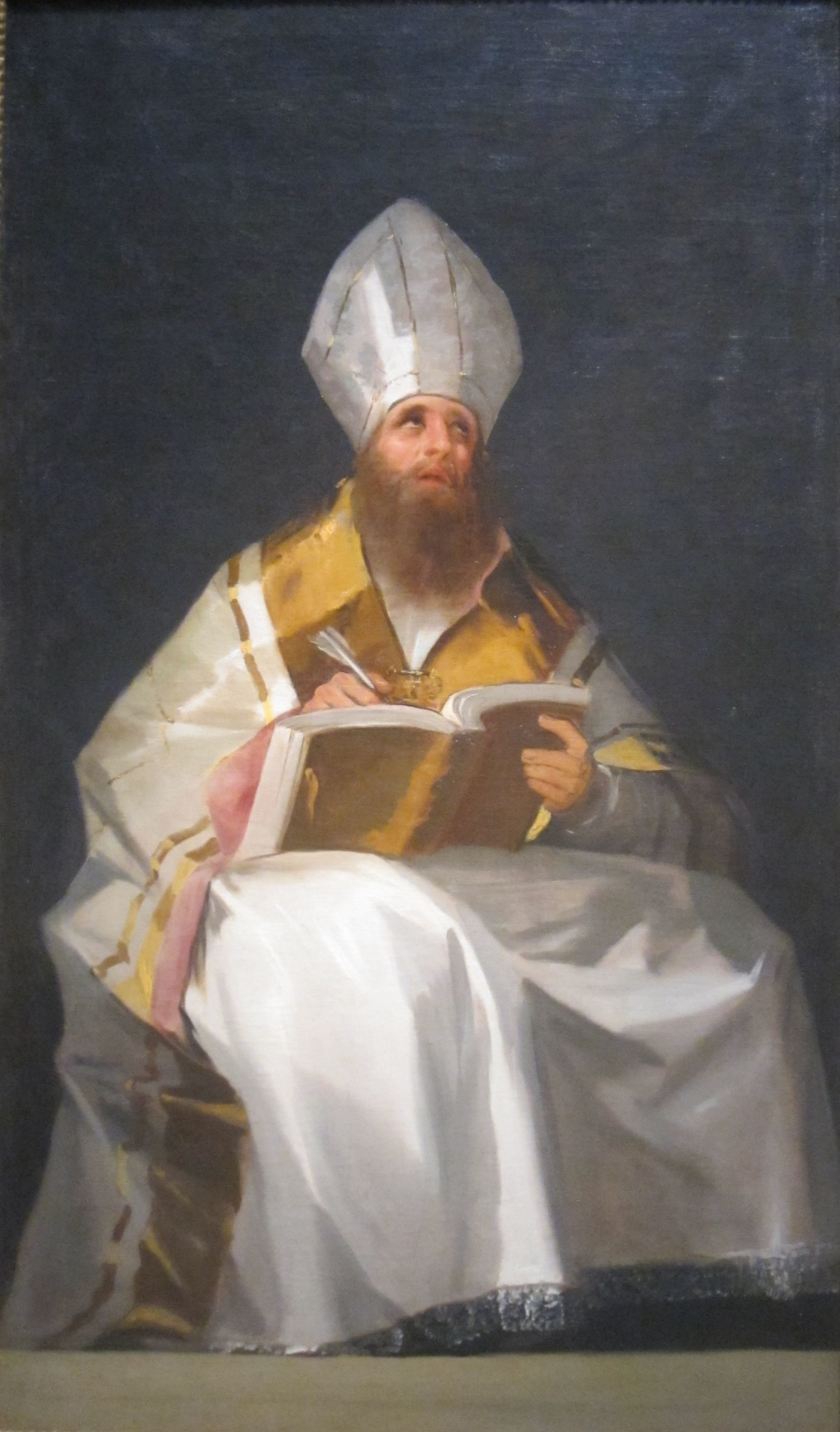
Santo Ambrósio Por Goya, c.1796-99, Cleveland Museum of Art

Em sua exegese, Ambrósio, assim como Hilário, era um alexandrino. No dogma, ele seguia Basílio de Cesareia e outros autores gregos, mas, seja como for, Ambrósio lança uma luz claramente ocidental às suas especulações, o que é particularmente verdadeiro em sua ênfase sobre o pecado e à graça divina assim como no lugar que ele atribuiu para a fé na vida cristã.
- De fide ad Gratianum Augustum ("Sobre a Fé", para Graciano)
- De Officiis Ministrorum ("Sobre o Ofício dos Ministros", um manual eclesiástico modelado no De Officiis de Cícero.[39])
- De Spiritu Sancto ("Sobre o Espirito Santo")
- De incarnationis Dominicae sacramento ("Sobre o Sacramento da Encarnação do Senhor")
- De mysteriis ("Sobre os Mistérios")
- Expositio evangelii secundum Lucam ("Comentário sobre o Evangelho segundo Lucas")
- Obras éticas: De bono mortis ("Sobre a Boa Morte"); De fuga saeculi ("Sobre a Fuga do Mundo"); De institutione virginis et sanctae Mariae virginitate perpetua ad Eusebium ("Sobre o Nascimento da Virgem e a Perpétua Virgindade de Maria"); De Nabuthae ("Sobre Naboth"); De paenitentia ("Sobre a Penitência"); De paradiso ("Sobre o Paraíso"); De sacramentis ("Sobre os Sacramentos"); De viduis ("Sobre as Viúvas"); De virginibus ("Sobre as Virgens"); De virginitate ("Sobre a Virgindade"); Exhortatio virginitatis ("Exortação à Virgindade"); De sacramento regenerationis sive de philosophia ("Sobre o Sacramento do Renascimento ou Sobre a Filosofia" [fragmentos])
- Comentários homiléticos sobre o Antigo Testamento: o "Hexamerão" ("Seis Dias"); De Helia et ieiunio ("Sobre Elias e o Jejum"); De Iacob et vita beata ("Sobre Jacó e a Vida Feliz"); De Abraham; De Cain et Abel; De Ioseph; De Isaac vel anima ("Sobre Isaac ou Sobre a Alma"); De Noe; De interpellatione Iob et David ("Sobre a Oração de Jó e David"); De patriarchis ("Sobre os Patriarcas"); De Tobia; Explanatio psalmorum; Explanatio symboli ("Comentário sobre o Símbolo").
- Orações funerais: De obitu Theodosii; De obitu Valentiniani; De excessu fratris Satyri
- 91 epístolas
- Uma coleção de hinos
- Fragmentos de sermões
- "Ambrosiastro" ou "Pseudo-Ambrósio" é um curto comentário sobre as epístolas paulinas há muito tempo atribuídas a Ambrósio.

### Música
Atribui-se tradicionalmente a Ambrósio a composição do chamado canto ambrosiano, conhecido também como "canto antifonal", embora não se saiba na verdade se teve algum papel nisso. São nos hinos ambrosianos que surge pela primeira vez a rima.
Além disso, aproveitando-se do impulso inicial dado por Hilário e certo em seu objetivo de combater a salmódia ariana, Ambrósio compôs vários hinos, quatro dos quais sobreviveram juntamente com a música que os acompanha, que não deve ser muito diferente das melodias originais. Cada um deles é composto de oito stanza de quatro linhas num estrito dimetro iâmbico (iambos de 2x2):
- Deus Creator Omnium
- Aeterne rerum conditor
- Jam surgit hora tertia
- Jam Christus astra ascendante
- Veni redemptor gentium (um hino cristão)

Ambrósio também é tradicionalmente identificado como sendo o autor do Te Deum, que, diz-se, teria sido composto quando ele batizou Santo Agostinho, seu mais famoso convertido.

### Agostinho
Ambrósio era bispo em Mediolano na época da conversão de Agostinho e foi mencionado por este nas "Confissões".
Numa passagem das "Confissões" na qual Agostinho pondera o motivo pelo qual ele não conseguia partilhar do fardo de Ambrósio e  faz um comentário que foi importante na história da doutrina do celibato:
| “ | O próprio Ambrósio eu estimo como tendo sido um homem feliz como o mundo considera a felicidade, pois grandes pessoas o honravam. Apenas seu celibato parecia, para mim, como um fardo doloroso. | ” |

Nesta mesma passagem aparece uma curiosa anedota que viria a ser importante na história da leitura:
| “ | Quando [Ambrósio] lê, seus olhos rastreiam a página e seu coração busca o significado, mas sua voz permanece em silêncio e sua língua estava quieta. Qualquer um podia aproximar-se dele e convidados não eram geralmente anunciados, de forma que, geralmente, quando íamos visitá-lo, encontrávamos-lo lendo assim, em silêncio, pois ele jamais lia em voz alta. | ” |

Esta é uma passagem famosa na discussão acadêmica contemporânea. A prática de ler para si sem vocalizar o texto era menos comum na Antiguidade do que é hoje. Numa cultura que atribuía um alto valor à oratória e às performances públicas e na qual a a produção dos livros era muito trabalhosa, a maioria da população era analfabeta e era na qual os que podiam tinham escravos à disposição para que lhes fossem recitadas as principais obras, textos escritos eram geralmente vistos como "scripts" para recitação e não obras para a meditação silenciosa. Porém, há também evidências de que a leitura silenciosa de fato ocorria na Antiguidade e não era considerada rara.

## Atualidade

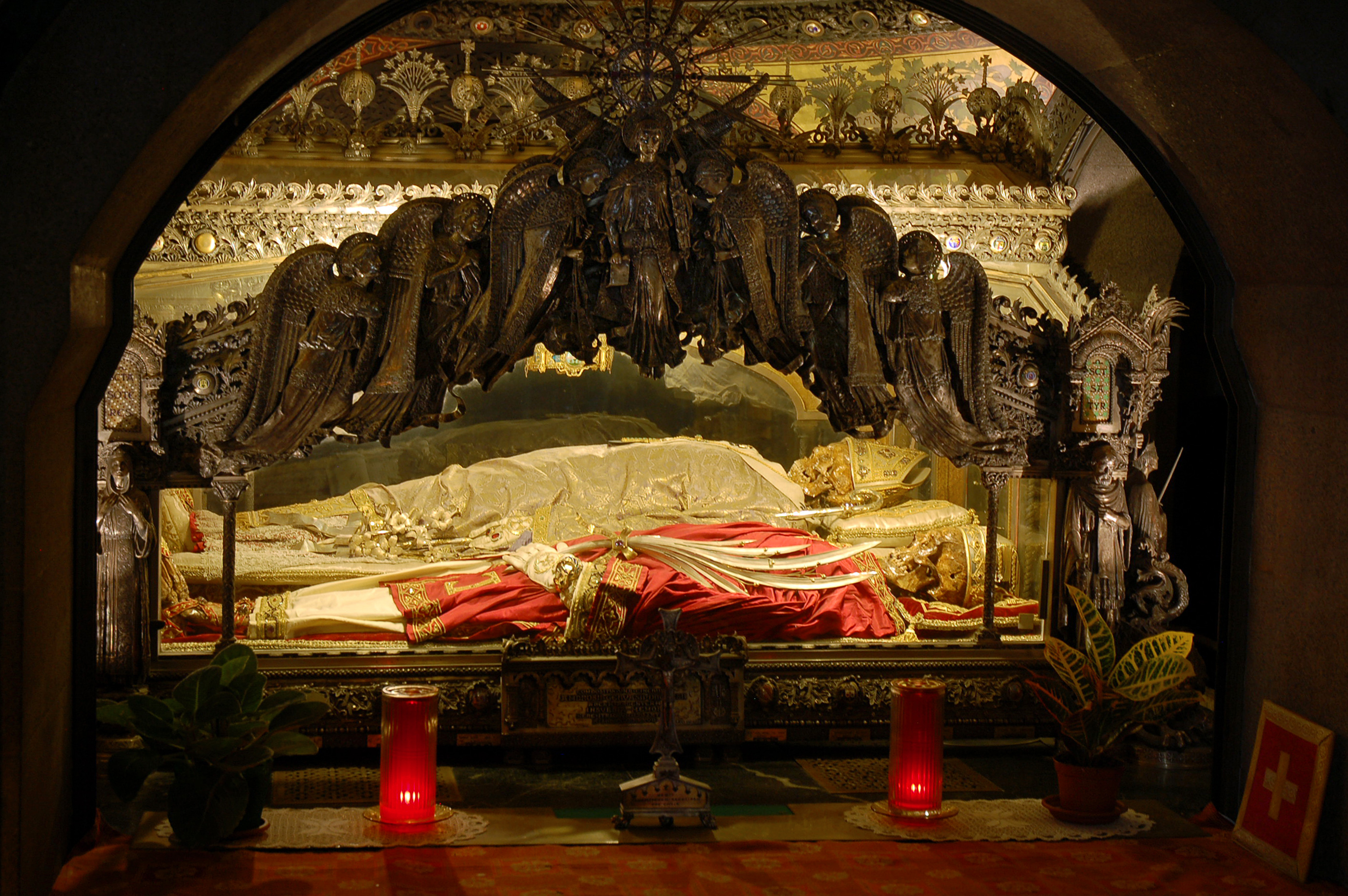
Cripta do bispo Ambrósio e dos mártires cristãos Gervásio e Protásio, na Basilica de Santo Ambrósio, Milão

Os escritos de Ambrósio guardam atualidade na Igreja que a eles em várias épocas tem recorrido. As suas obras são citadas em documentos doutrinais e pontifícios até hoje. Pio XII escora-se em Ambrósio na sua Encíclica Sacra Virginitas, de 25 de março de 1954, citando todas as obras do santo sobre o assunto.
Nos documentos do Concílio Vaticano II Ambrósio é reiteradamente citado e invocado como fundamento. Ao menos cinco vezes na Constituição Dogmática Lumen Gentium e ainda na Constituição Gaudium et Spes e na Dei Verbum é mencionado, o Concílio recorre também a ele nos Decretos Ad gentes, Perfectas caritatis e Optatam totius para confirmação da sua doutrina.
Também o Papa Paulo VI nele se apoia para escrever a Constituição Apostólica Poenitemini e na Exortação Apostólica O Culto à Virgem Maria, de 24 de março de 1973. Estes e outros documentos eclesiásticos demonstram a sua atualidade dentro do magistério da Igreja Católica.
Bento XVI discorrendo sobre ele diz que Ambrósio: "Trouxe para o ambiente latino a meditação das Escrituras, iniciando no Ocidente a prática da lectio divina, que orientou a sua pregação e os seus escritos, que brotam precisamente da escuta (…) da Palavra de Deus. (…) Com ele os catecúmenos aprendiam primeiro a arte de viver bem para preparar-se depois  para os  grandes mistérios de Cristo e sua pregação partia da leitura dos Livros Sagrados, para viver de conformidade com a revelação divina.".
"Nessa leitura (…) onde o coração se esforça por compreender a palavra de Deus, se entrevê o método da catequese ambrosiana: a Escritura intimamente assimilada, sugere os conteúdos que se devem anunciar para converter os corações. (…) A catequese é pois, inseparável do testemunho de vida."